# Sicyoniidae
Sicyoniidae is een familie van kreeftachtigen uit de klasse van de Malacostraca (hogere kreeftachtigen).

## Geslacht
- Sicyonia H. Milne Edwards, 1830